# Fuente García

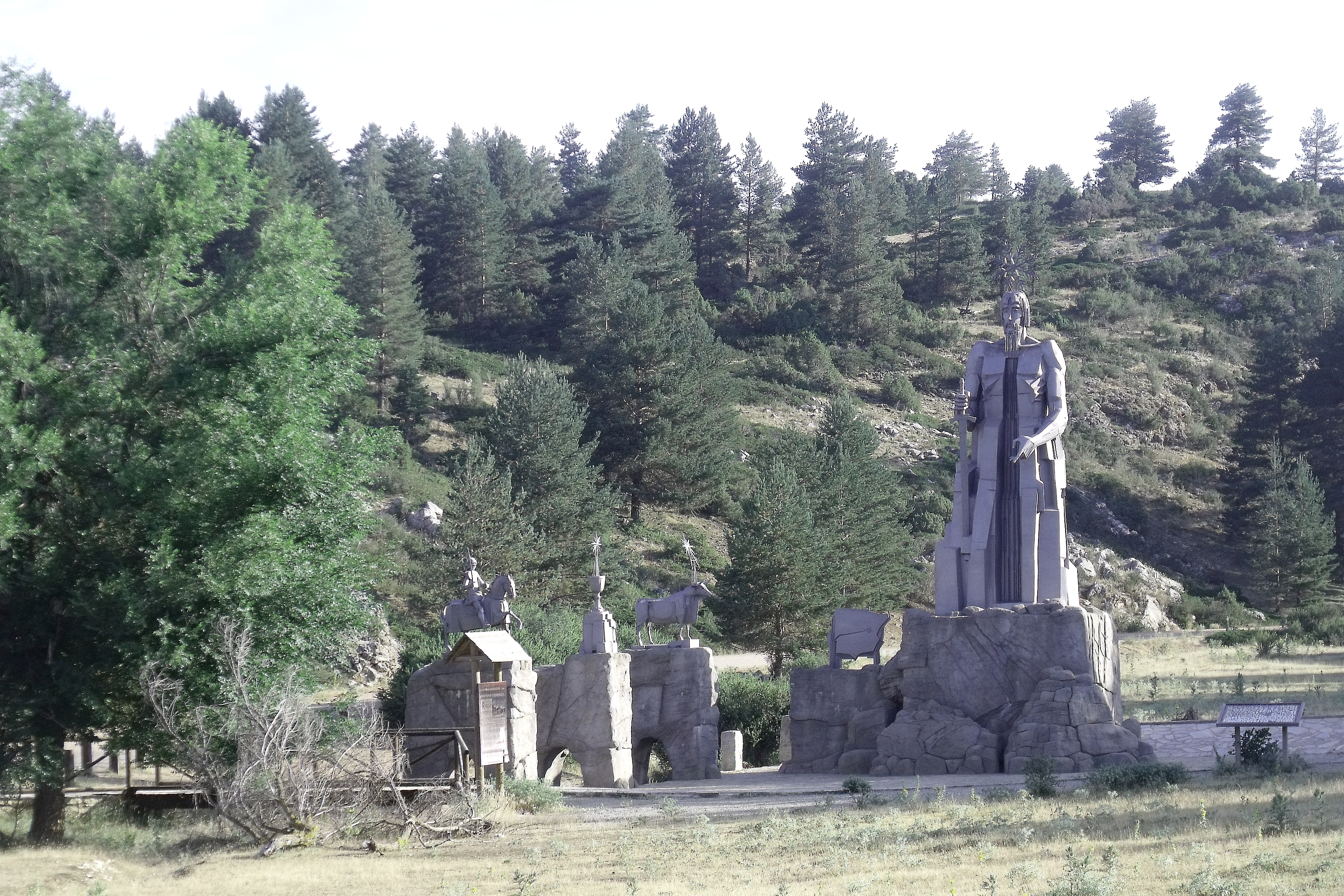
Nacimiento del Río Tajo

Die Fuente Garcia gilt als die Quelle des Flusses Tajo im Gebirge der Sierra de Albarracín in der Provinz Teruel in Spanien.
Der Ort der Quelle wird ihrerseits meist mit dem Standort des Monuments Nacimiento del Río Tajo (Quelle des Tajo) gleichgesetzt, das 200 m neben der Straße A-1704 zwischen Teruel und Cuenca in einer Entfernung von 10 km von dem kleinen Ort Frías de Albarracín an einer örtlichen Verbindungsstraße auf einer weitläufigen Hochfläche steht.
Das Monument ist in der topographischen Karte des IDEARAGON unterhalb der Höhenlinie für 1570 msnm eingetragen, steht also in etwa 1567 m Höhe über dem Meeresspiegel. Andere Quellen nennen häufig eine Höhe von 1593 m.
Das  Monument von José Gonzalvo Vives wurde 1974 enthüllt. Es ist eine Allegorie des Flusses Tajo, dargestellt durch die große Figur des Vater Tajo umgeben von den drei Provinzen des Quellgebietes, Teruel, dargestellt durch einen Stier mit einem Stern, Cuenca durch eine den Gral repräsentierende Vase mit einem Stern und Guadalajara durch einen Ritter in Rüstung mit Helm und Speer.

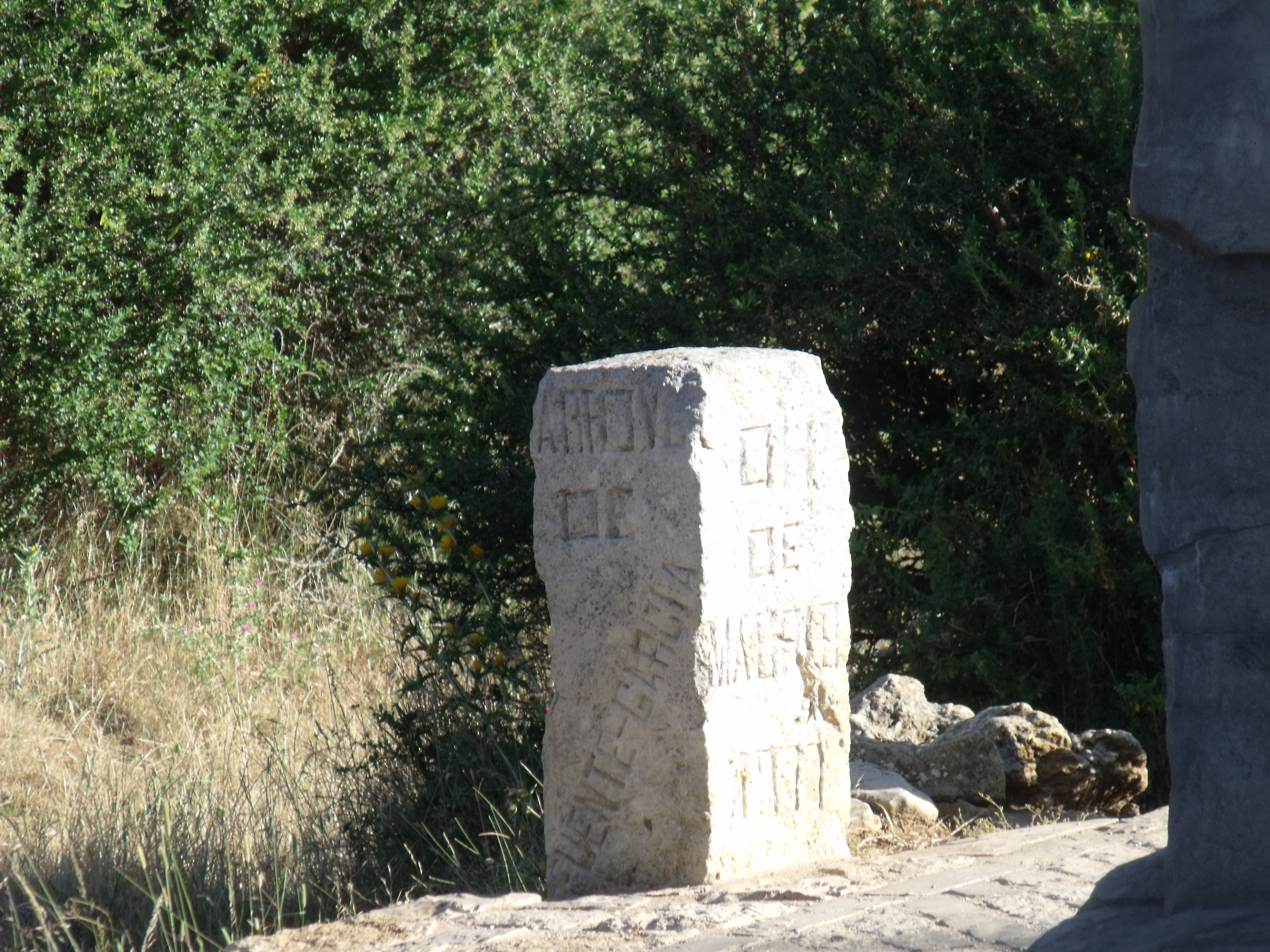
Markstein und
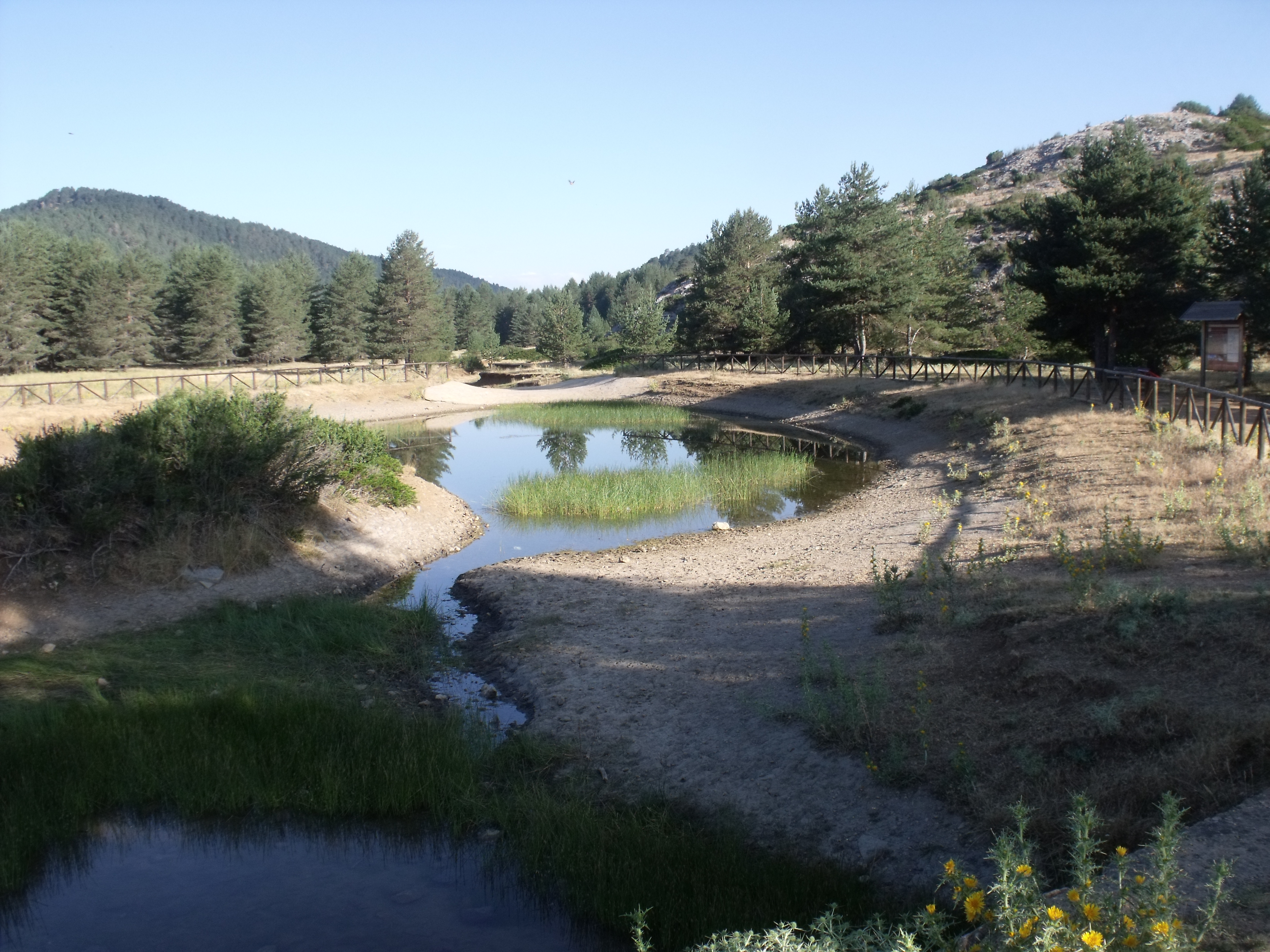
Teich beim Monument

Am Rand des Monuments steht – meist unbeachtet – ein Markstein, unter dem Wasser aus einem Rohr fließt, das in einer Rinne unter der Straße hindurch zu einem Teich geleitet wird. Von diesem Teich aus nimmt der Tagus seinen Lauf.
Der Teich wurde, wie die unmittelbare Umgebung des Monumentes samt Parkplatz und Zufahrt, 2010 angelegt, um den zunehmenden Tourismus zu kanalisieren.
Den Markstein jedoch hat die zuständige Behörde 1877 errichtet. Auf seiner südliche Seite ist eingraviert: Arroyo de Fuente García, auf der gegenüberliegenden Seite Arroyo de Navaseca und auf der westlichen Seite Origen del Tajo (Ursprung des Tajo). Auf der Rückseite ist die Abkürzung der Behörde und die Jahreszahl zu lesen: O.H. de Madrid – 1877. Der Arroyo de Fuente García ist, ebenso wie der Arroyo de Navaseca, eher ein Rinnsal als ein Bach, das häufig austrocknet. Sie wurden bei dem Markstein gefasst und unter ihm zusammengeführt, so dass an den meisten Tagen etwas Wasser aus dem Origen del Tajo läuft.
Der Arroyo de Fuente García kann durch ein weites Wiesental in südöstlicher Richtung bis zur Fuente García, der Quelle García, in etwa 1,4 km Entfernung verfolgt werden (40° 18′ 47,1″ N, 1° 41′ 15″ W).
Auf der topographischen Karte des IDEARAGON ist die Fuente García unterhalb der Höhenlinie für 1630 msnm eingetragen, liegt also in etwa 1627 m Höhe über dem Meeresspiegel.
Es ist jedoch strittig, dass die Fuente Garcia die Quelle des Tajo sei. Neben dem Arroyo de Navaseca gibt es einige andere kleine Bäche, die länger sind, die bisher aber nicht als die Quelle des Tajo anerkannt wurden.